# 좌석수

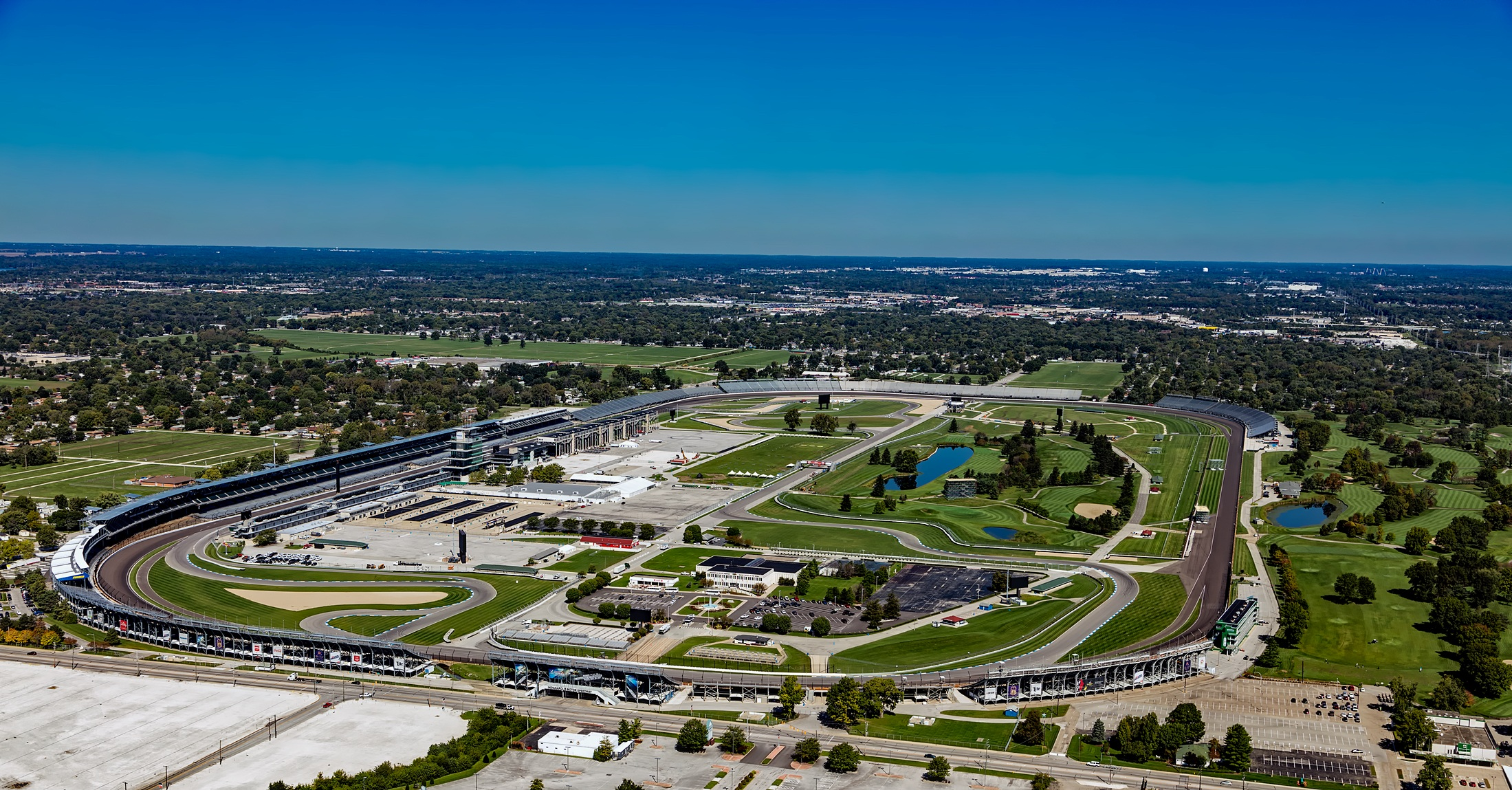
인디애나폴리스 모터 스피드웨이는 세계에서 가장 많은 좌석 수를 보유하고 있다.

좌석수(坐席數)는 가용한 물리적 공간과 법이 정한 제한의 관점에서 특정 공간에 앉을 수 있는 사람의 수이다. 좌석 수는 2인용 자동차에서 수십만 명이 앉을 수 있는 경기장에 이르기까지 모든 것을 통칭한다. 세계에서 가장 큰 스포츠 경기장인 인디애나폴리스 모터 스피드웨이는 235,000명 이상을 수용할 수 있는 영구 좌석과 약 400,000명까지 수용할 수 있는 내야석을 갖추고 있다.